# Latemar
Der Latemar ist ein Gebirgsstock der italienischen Dolomiten zwischen Südtirol und dem Trentino. Es handelt sich um eines der kleinsten und touristisch am wenigsten erschlossenen Massive dieser Gebirgsgruppe. Die höchste Erhebung des Latemar ist der 2842 m s.l.m. hohe Diamantiditurm.

## Lage und Umgebung

Karte

Der Latemarstock erhebt sich in den westlichen Dolomiten, wo die Gruppe die Grenze zwischen Südtirol im Nordwesten und dem Trentino im Südosten bildet. Im Westen des Latemar liegt Obereggen, eine Fraktion der Gemeinde Deutschnofen (Nova Ponente), von der aus die westlichen Hänge des Gebirges durch das Ski Center Latemar für den Skisport erschlossen werden. Nördlich des Gebirges ist der Ort Karersee (Carezza), der zur Gemeinde Welschnofen gehört, die nächstgelegene Siedlung. Sie liegt am Karersee (Lago di Carezza), einer der wichtigsten Sehenswürdigkeiten des Eggentals. Im Nordosten trennt der Karerpass den Latemar vom Rosengarten. Vom Karerpass aus erstrecken sich Teile des Skigebiets Karersee auf die nordöstlichen Ausläufer des Latemar. Auf der Trentiner Seite des Latemar liegen das Fassatal (Val di Fassa) und seine Fortsetzung, das Fleimstal (Val di Fiemme). Im Südwesten liegt der Gebirgspass Reiterjoch (Passo di Pampeago, 1983 m), der das Eggen- mit dem Fleimstal verbindet und den Latemar vom 2492 m hohen Zanggen (Pala di Santa) trennt, der den Fleimstaler Alpen zugerechnet wird.
Der Latemarstock umgrenzt hufeisenförmig das Valsorda, ein Seitental des Fleimstals, das den Gebirgsstock nach Südosten hin entwässert. Die höchsten Berge liegen im nördlichen Kamm, der nach Norden hin mit steilen Felswänden zum Latemarwald und zum Karersee abfällt. Nach Süden zum Valsorda hin sind diese Berge deutlich flacher und hauptsächlich von schuttbedeckten Flanken geprägt. Übergänge über diesen Kamm sind die Große Latemarscharte (Forcella Latemar Grande, 2650 m) und die Rotlahnscharte (Forcella dei Campanili, 2685 m). Südlich der Kirchtagweidspitze (2616 m) zieht der Kamm nach Süden, mit den Laste di Valsorda di sopra liegt hier eine ausgedehnte Hochfläche. Sie ist von Westen über die Übergänge Erzlahnscharte (Forcella Forcellone) und Gamsstallscharte (Forcella dei Camosci) erreichbar. Südlicher Abschluss des Latemar ist das touristisch unbedeutendere Massiv um die Cima Feudo.

### Gipfel
| Deutscher Name                                               | Italienischer Name                   | Höhe in m |
| ------------------------------------------------------------ | ------------------------------------ | --------- |
| Diamantiditurm (Großer Latemarturm, Westliche Latemarspitze) | Cimon del Latemar (Torre Diamantidi) | 2842      |
| Latemarspitze (Östliche Latemarspitze)                       | Schenòn del Latemar                  | 2800      |
| Eggentaler Horn                                              | Corno d'Ega                          | 2799      |
|                                                              | Col Cornon                           | 2757      |
| Schreppwand                                                  | Cima di Valsorda                     | 2752      |
| Erzlahnspitze                                                | Cima del Forcellone                  | 2749      |
| Reiterjochspitze                                             | Paion                                | 2705      |
|                                                              | Cima Feudo                           | 2672      |
|                                                              | Cima di Valbona                      | 2663      |
| Kirchtagweidspitze (Kirchtagweide)                           | Punta della Chiesa o del Pascolo     | 2616      |
|                                                              | Zan de Montagna                      | 2576      |
| Poppekanzel                                                  | Le Pope                              | 2473      |
|                                                              | Monte Toàc                           | 2319      |

## Geologie

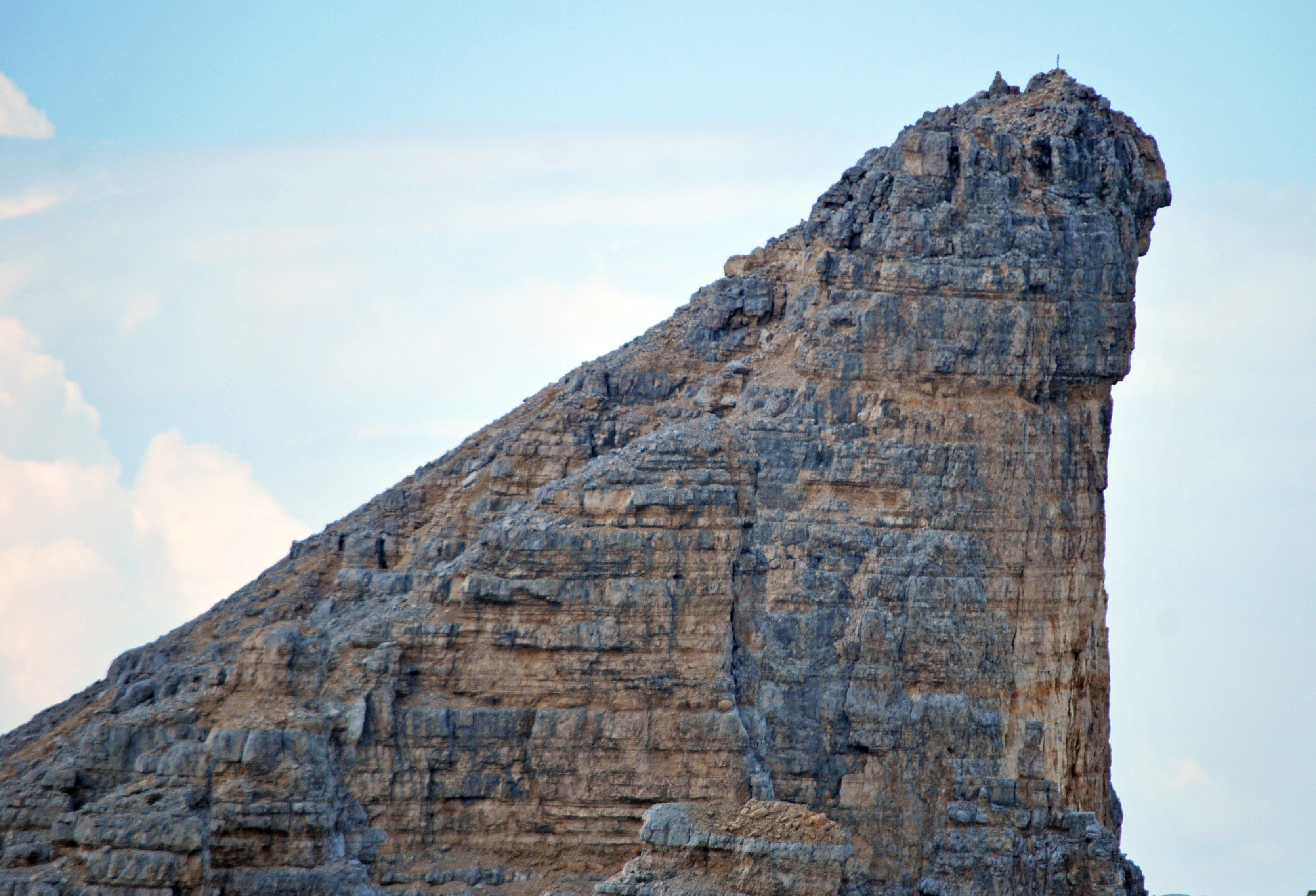
Der Diamantiditurm mit der steilen Nordwand und der flacheren Südflanke von Osten (Latemarspitze). Deutlich erkennbar die Bankung des Gesteins

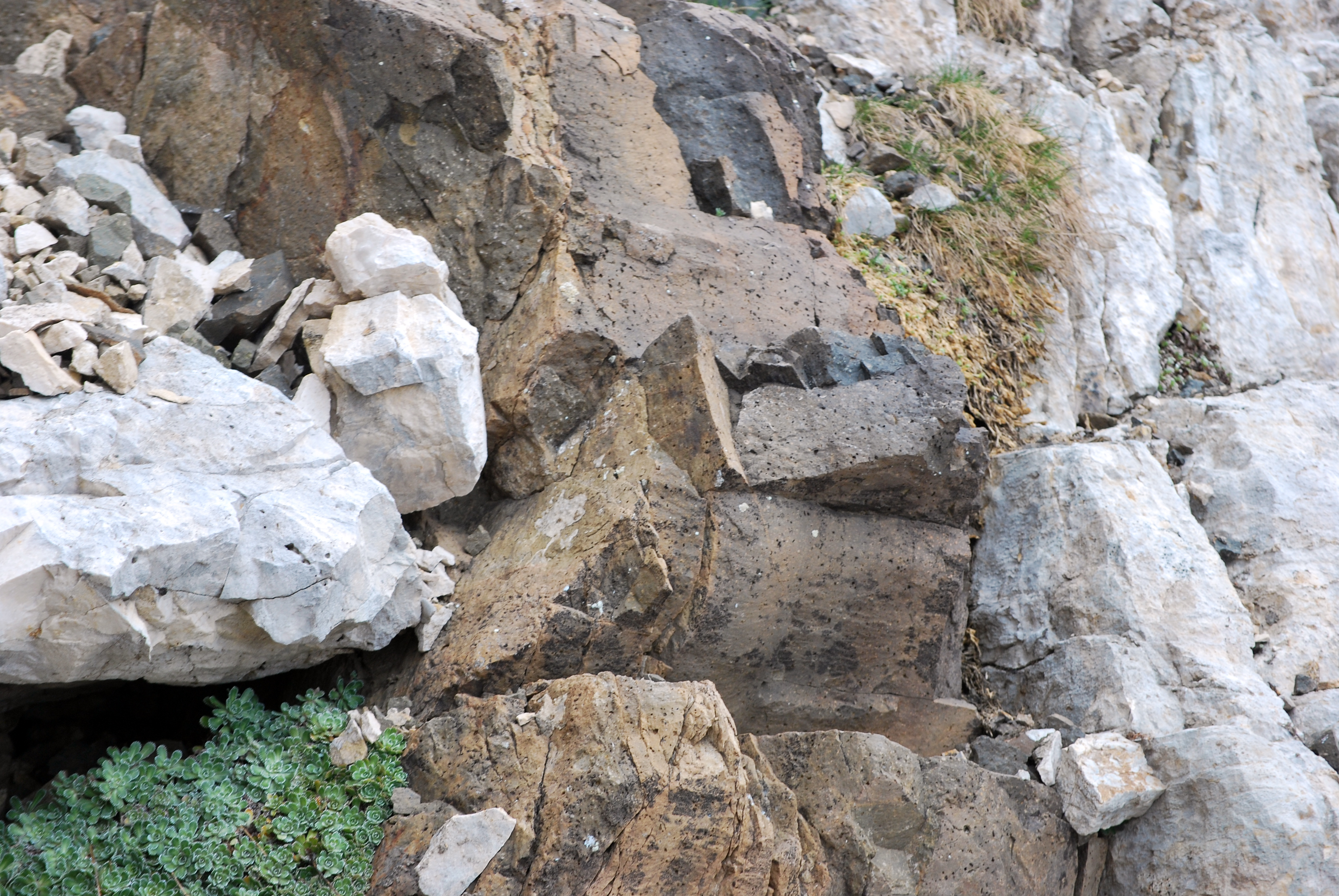
Dunkler magmatischer Gang, umgeben von hellem Kalkfels, östlich des Diamantiditurms

Das den Latemar umgebende Plateau von Welschnofen besteht großteils aus Porphyr und zeichnet sich durch sanfte Formen aus, die mit Wäldern und Almen einen starken Kontrast zu den felsigen Gipfeln bilden.
Die Gipfel des Latemar bestehen aus Schlerndolomit, einem Gestein des Ladinium (Mittlere Trias) vor etwa 230 Millionen Jahren. Der Fels weist eine deutliche Bankung auf, die auf die Ablagerung der Sedimente in einer flachen, von einem Riff umschlossenen Lagune hinweist. Aufgrund dieses marinen Ursprungs der Sedimente sind hier an Fossilien hauptsächlich Ammoniten und Muscheln zu finden.
Das mit dem des Marmoladamassivs verwandte Gestein des Latemar ist im Vergleich etwa zum benachbarten Rosengartenmassiv wenig dolomitisiert, also arm an Magnesium. Dies äußert sich in einer großen Brüchigkeit, sodass das Massiv zum Klettern wenig geeignet ist. Unter den Wänden des Latemar sind daher ausgedehnte Schutthalden zu finden.
Besonders bekannt ist das Felssturzgebiet Geplänk oberhalb des Karersees, dessen große Mengen an durcheinander und übereinanderliegenden Felsbrocken durch den Labyrinthsteig, einen der bekanntesten Wanderwege der Umgebung, erschlossen werden. Einer Sage zufolge lag hier einst ein fruchtbares Almgebiet, das als Strafe für die dort lebenden sündhaften Hirten verwüstet wurde. In den Felstürmen oberhalb des Geplänks soll seither der „Geplänkmaurer“ leben, der hier an seiner Mauer baut, die aber ständig wieder einstürzt und so Steinschlag in Richtung Karersee schickt. Wer sich zu nahe an die Felswände wagt, um dem Maurer bei seiner Arbeit zuzusehen, wird von ihm mit Steinschlag vertrieben.
Eine Besonderheit des Latemar sind die zahlreichen magmatischen Gänge, die den Kalk durchziehen. Hierbei handelt es sich hauptsächlich um Basalte, die sich durch ihre dunkle Färbung deutlich vom umgebenden Sedimentgestein abheben. Sie stammen aus der mittleren Trias, als die gesamten Dolomiten erhöhter vulkanischer Aktivität unterworfen waren. Die Lava durchdrang das Gebirge und bedeckte es schließlich völlig. Das weiche Magmagestein erodierte rasch und leistete dadurch der starken Zerklüftung des Massivs Vorschub. Insbesondere am Grund von Schluchten, Rinnen und Scharten ist daher dieses Gestein zu finden.

## Geschichte

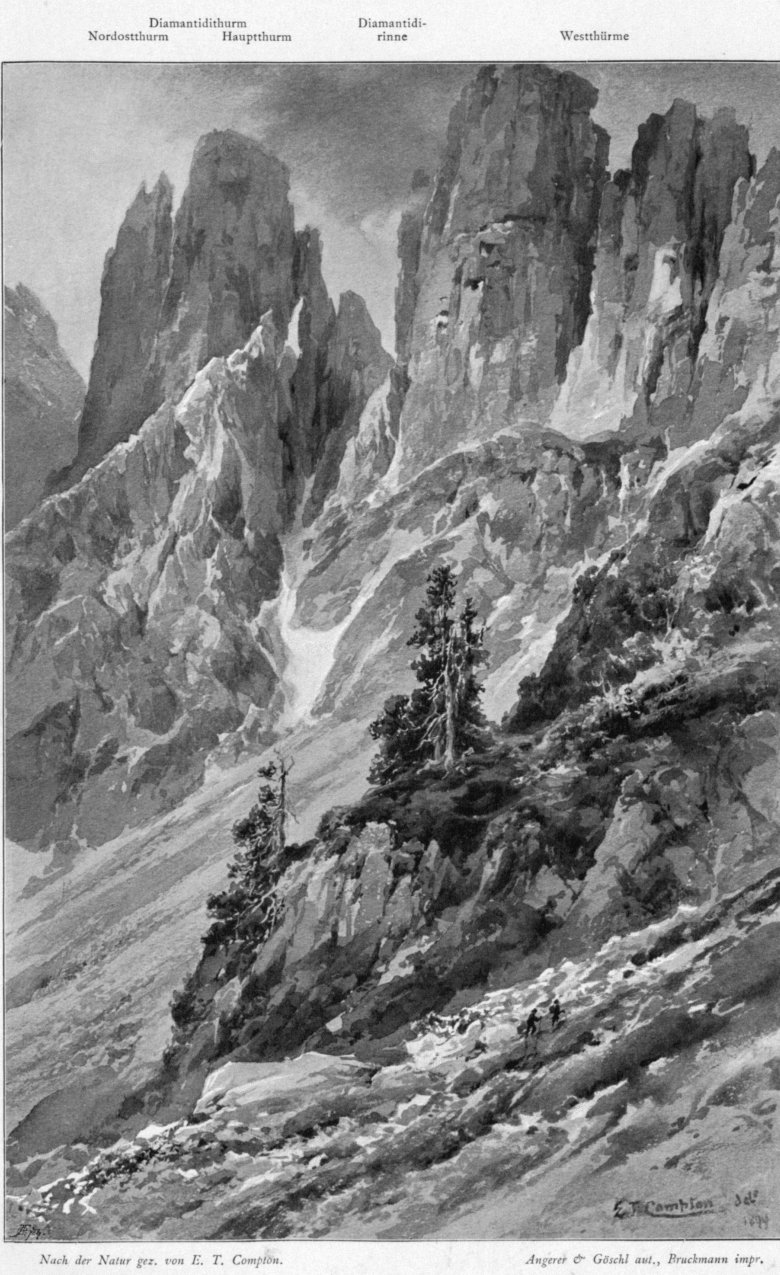
Edward Theodore Compton: Latemartürme von der Rotlahn

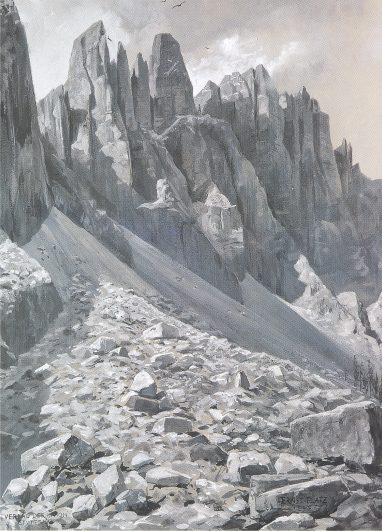
Der Latemar in einer Grisaille von Ernst Platz, 1907

Der Name Latemar kann bereits um 1100 in einer Grenzbeschreibung der Bistümer Brixen und Trient nachgewiesen werden. Er wird von Lactemara abgeleitet, einer Kurzform des altladinischen cresta de Lac-te-mara, was mit „Bergkamm über dem See im Kar“ übersetzt werden kann und bereits auf die noch heute populäre Ansicht des Massivs vom Karersee aus hinweist. Vereinzelt wurde eine Ableitung vom deutschen Namen „Leitmayr“ erwogen. Eine andere Theorie sieht den Ursprung des Namens im ladinischen Lat-mar (Moa, mar oder mar „Mure“, lat „Milch“), also „Milchmure“ oder „Milchlahn“, was sich auf die hellen Schuttkegel an der Nordseite des Gebirges beziehen soll. Lat könnte sich auch vom lateinischen latus „breit“ ableiten, in diesem Fall wäre Latemar mit „Breitlahn“ übersetzbar. Die Geröllströme des Latemar waren schon früh von bergbaulicher Bedeutung. Um den Bergbau am Latemar ranken sich zahlreiche Legenden, er schlug sich auch in Ortsbezeichnungen wie Erzlahn oder Knappenstube nieder. Das Ausmaß des Bergbaus ist unklar, aber viele Höhlen etwa an der Kirchtagweidspitze werden häufig als alte Stollen bezeichnet. Neben Funden von Handwerkszeug gibt es Belege für die Verarbeitung mehrerer Metalle wie Silber, Blei und Kupfer bis ins 15. Jahrhundert in der Umgebung, auch eisenhaltige Erze wurden hier gefunden. In einer Variante der Sage von König Laurins Rosengarten spielt der Latemar eine Rolle, er tritt hier als weiser alter Zwerg auf, der König Laurin vor der Eroberung seines Reiches warnt.
Im 19. Jahrhundert waren Ferdinand von Richthofen und Edmund Mojsisovics die ersten Wissenschaftler, die sich mit dem Latemar beschäftigten. Alpinistisch blieb die Gruppe lange Zeit unerschlossen, da sie im Schatten des schon zu dieser Zeit beliebten Rosengartenmassivs stand. Mit der Erstbesteigung der Latemarspitze (1884) und des Diamantiditurms (1885) durch Gustav Euringer, einen Bergsteiger aus Augsburg, und weiteren Unternehmungen etwa durch Demeter Diamantidi und Ernst Platz begann die touristische Erschließung, die schließlich mit dem Bau der Fahrstraße zum Karerpass und der darauffolgenden Errichtung des dortigen Hoteldorfs 1896 einen großen Aufschwung erfuhr. Neben dem Fremdenverkehrspionier Theodor Christomannos waren Josef Pichler und Hanssepp Pinggera aus Sulden weitere bedeutende Erschließer. Auch der Maler Edward Theodore Compton bereiste zu dieser Zeit das Gebiet.
1980 wurde mit dem Rifugio Torre di Pisa (auch Latemarhütte, 2671 m) die bis heute einzige bewirtschaftete Schutzhütte des Latemar eröffnet. 2009 wurde der Latemar von der UNESCO zum Teil des Welterbe Dolomiten erklärt.

## Stützpunkte und Wege

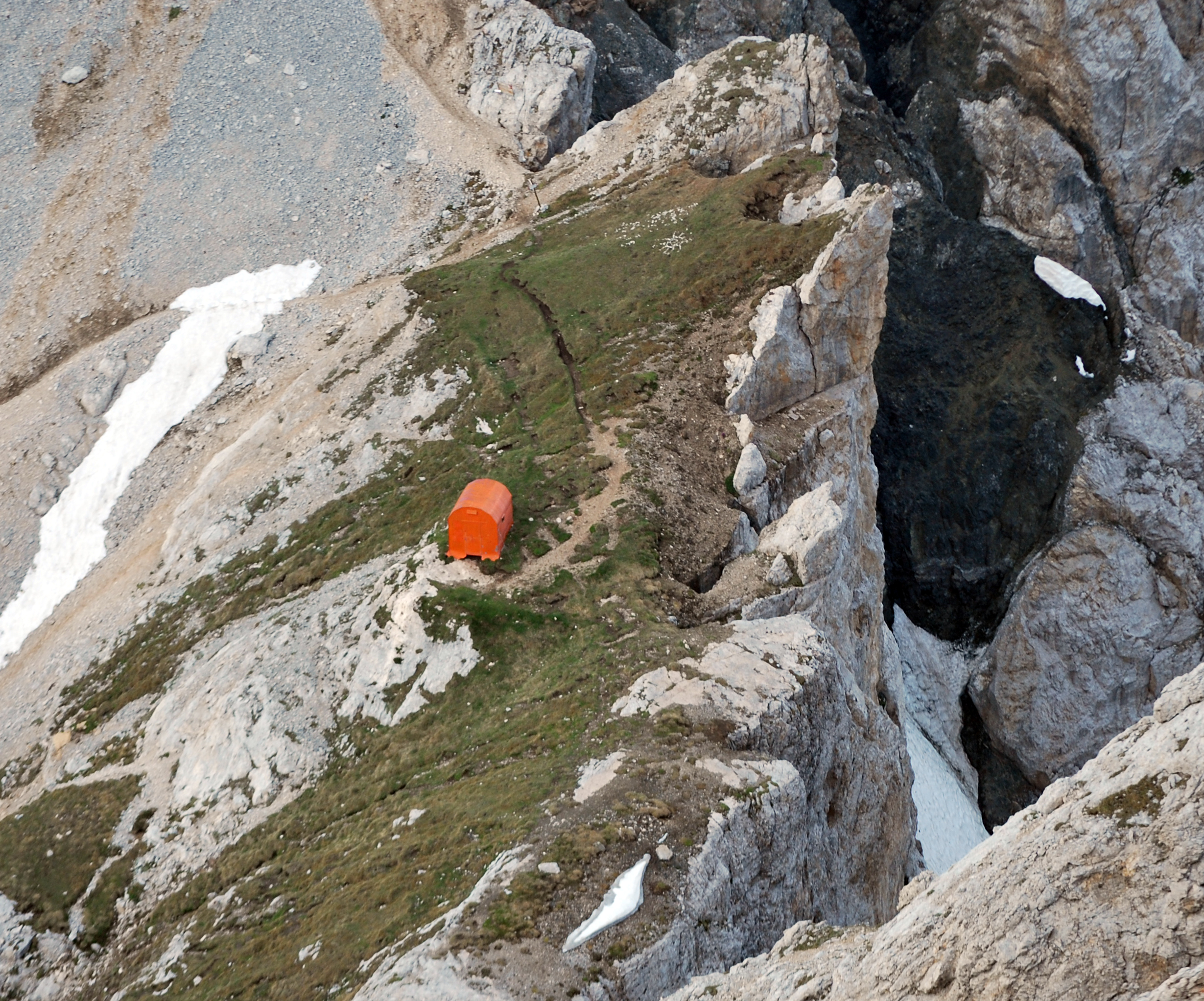
Die Biwakschachtel Bivacco Rigatti ist die einzige Unterkunft im östlichen Latemar

Die Ansicht des Latemarmassivs vom Karersee aus zählt zu den bekanntesten Landschaftsbildern der Dolomiten. Dennoch ist das Gebirge selbst nur wenig für den Tourismus erschlossen und zählt zu den einsamsten Gebirgsgruppen der Dolomiten. Ein Grund dafür ist das im Gegensatz zur benachbarten Rosengartengruppe sehr brüchige Gestein, aufgrund dessen der Latemar für den Klettersport kaum von Bedeutung ist. Von den höheren Latemargipfeln ist nur die Latemarspitze durch einen markierten Steig erschlossen und wird häufig bestiegen. Eine der bekanntesten Touren des Latemar ist die Überschreitung des Massivs vom Reiterjoch über die Latemarspitze bis zum Karersee, die entweder auf einem markierten Wanderweg oder seit 1981 auch auf einem Klettersteig durchgeführt werden kann. Auch der Diamantiditurm kann im Zuge dieser Tour bestiegen werden.
Die einzigen bewirtschafteten Schutzhütten des Latemar sind das Rifugio Torre di Pisa (auch Latemarhütte, 2671 m) an der Cima Valbona und das Rifugio Passo Feudo (2175 m) in den südlichen Ausläufern des Latemar. Darüber hinaus stehen mit dem Bivacco Rigatti (2620 m) auf der Großen Latemarscharte und dem Bivacco Latemar A. Sieff (2365 m) im Zentrum der Lastei di Valsorda zwei Biwakschachteln zur Verfügung.

## Literatur

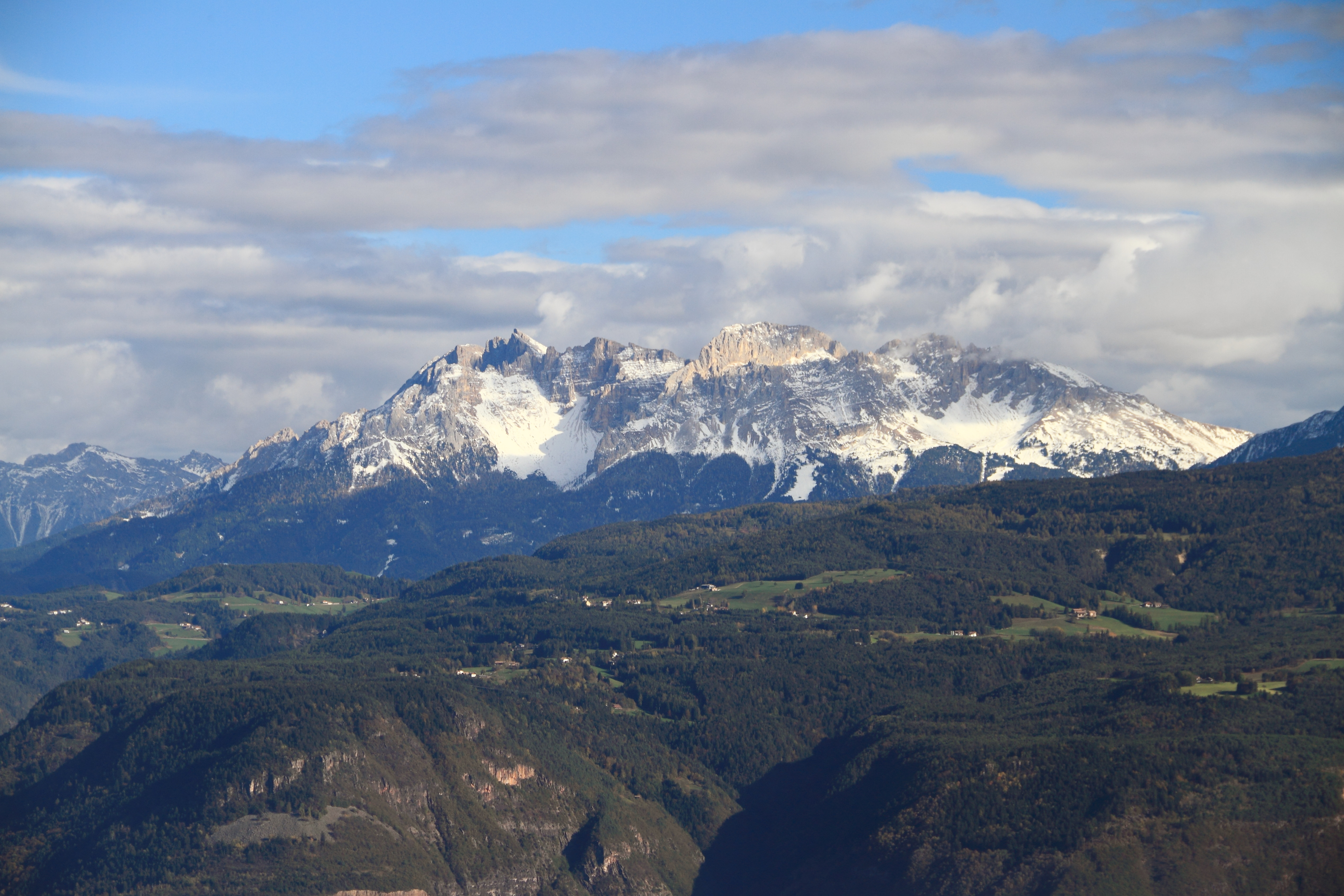
Latemar von Westen von der Mendel

## Weblinks

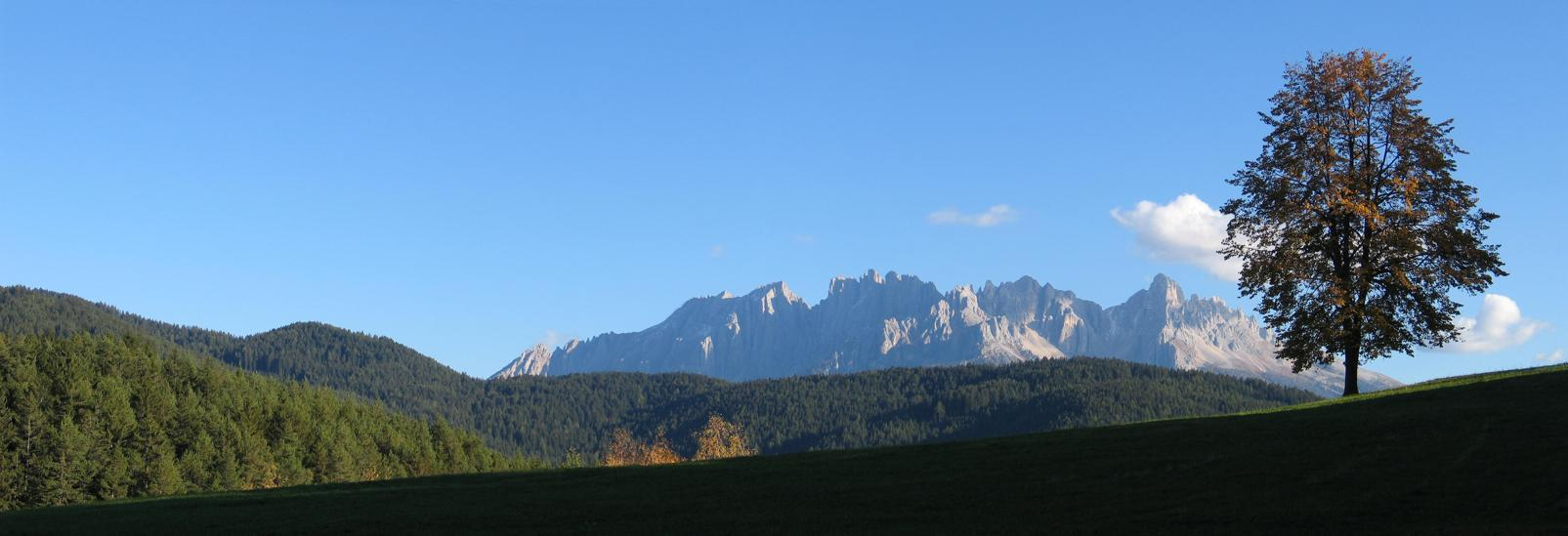
Latemar von Nordwesten (Gummer)